# Vlastimil Petržela
Vlastimil Petržela (ur. 20 lipca 1953 w Prościejowie) – czechosłowacki i czeski piłkarz grający na pozycji napastnika oraz trener piłkarski.

## Kariera klubowa
Karierę piłkarską Petržela rozpoczął w klubie 1. SK Prostějov. Następnie odszedł do Zbrojovki Brno, w barwach której zadebiutował w pierwszej lidze czechosłowackiej. Z czasem wrócił do SK Prostějov, a w 1978 roku został piłkarzem Sigmy Ołomuniec. Po dwóch latach gry w tym klubie przeszedł do Unionu Cheb, gdzie grał przez jeden sezon. W 1981 roku został zawodnikiem Slavii Praga. Piłkarzem Slavii był do 1985 roku. Wtedy też zakończył karierę w wieku 32 lat.

## Kariera reprezentacyjna
W reprezentacji Czechosłowacji Petržela zadebiutował 17 czerwca 1982 roku w zremisowanym 1:1 meczu Mistrzostw Świata w Hiszpanii z Kuwejtem. Od 1982 do 1983 roku rozegrał w kadrze narodowej łącznie 2 mecze.

## Kariera trenerska
Po zakończeniu kariery piłkarskiej Petržela został trenerem. W sezonie 1986/1987 poprowadził Slavię Praga, a w latach 1990–1992 był ponownie jej trenerem w rozgrywkach ligi czeskiej. Następnie był szkoleniowcem innych czeskich klubów: Slovana Liberec, Sparty Praga, Bohemiansu Praga i FK Mladá Boleslav. W 2002 roku został trenerem Zenitu Petersburg. W 2003 roku wywalczył z nim wicemistrzostwo Rosji, a w 2006 roku doprowadził go do ćwierćfinału Pucharu UEFA. W tamtym roku odszedł z Zenitu do Sigmy Ołomuniec. W latach 2007–2008 był trenerem azerskiego Neftçi PFK. Od 2009 roku prowadził Viktorię Žižkov a od czerwca 2010 zespół słowacki MFK Zemplín Michalovce (druga klasa na Słowacji oficjalnie nazwana „1. liga”).